# ۱۲۰۶ (خورشیدی)
۱۲۰۶ هزار و دویست و ششمین سال هجری خورشیدی است.

## رویدادها
- ۱ اسفند – انعقاد عهدنامه ترکمانچای بین حکومت قاجار و امپراتوری روسیه پس از شکست ایران در جنگ‌های قفقاز جنوبی و آذربایجان